# Jay et Bob contre-attaquent
Pour les articles homonymes, voir Jay.
Série View Askewniverse
Dogma
(1999) Clerks 2
(2006)
Pour plus de détails, voir Fiche technique et Distribution.

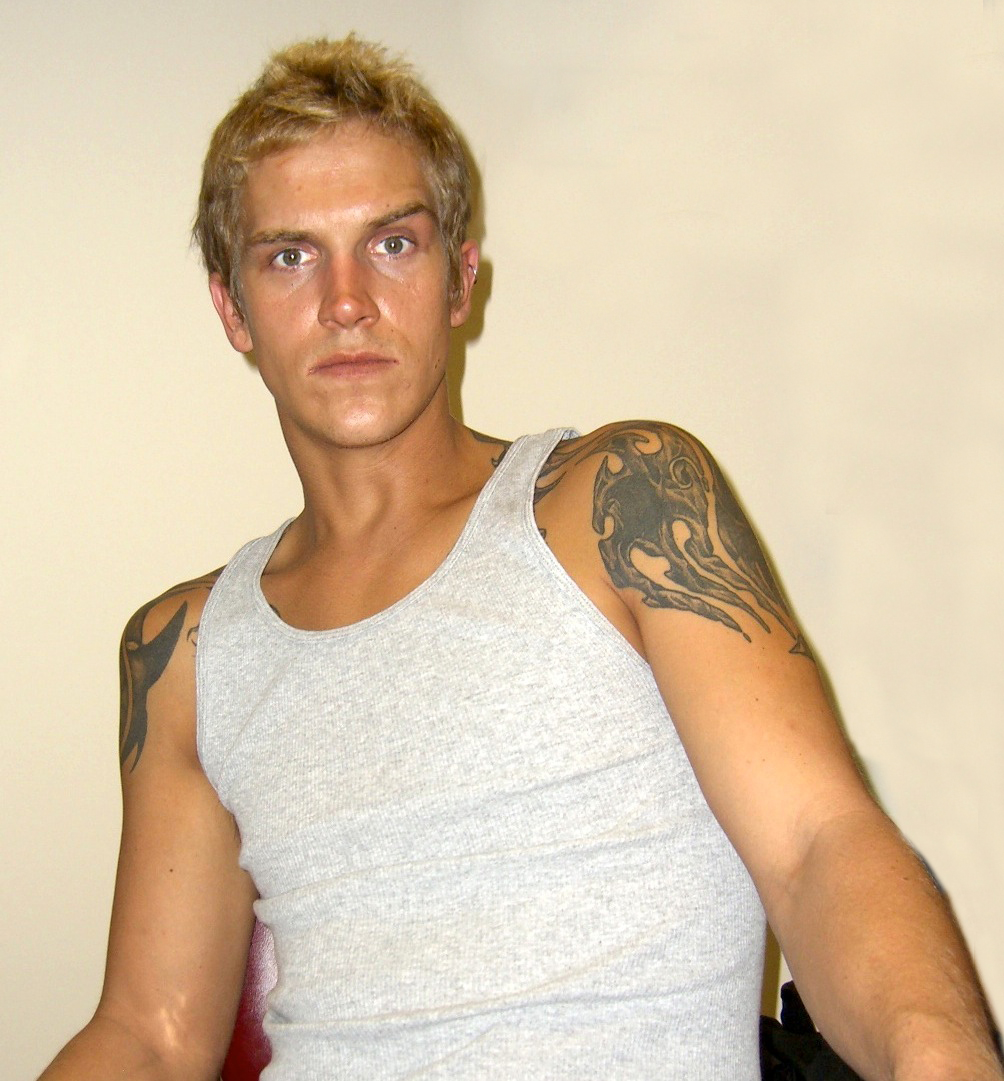
Jason Mewes.

Jay et Bob contre-attaquent (Jay and Silent Bob Strike Back) est un film américain réalisé par Kevin Smith et sorti en 2001. C'est le cinquième film de l'univers View Askewniverse, mettant en scène les personnages de Clerks : Les Employés modèles, le premier film de Kevin Smith sorti en 1994.
Le film est centré sur les personnages Jay et Silent Bob interprétés par Jason Mewes et Kevin Smith, mais de nombreux acteurs célèbres y participent — dont certains qui jouent leur propre rôle — tels que Ben Affleck, Jason Lee, Matt Damon, Joey Lauren Adams, Jeff Anderson, Carrie Fisher, Shannen Doherty, Scott Mosier, Brian O'Halloran, Will Ferrell, Jon Stewart, Shannon Elizabeth, Ali Larter, Mark Hamill, Seann William Scott, Chris Rock et Eliza Dushku.

## Synopsis
Jay et Silent Bob découvrent que Bluntman and Chronic, l'adaptation en comics de leur vie, va être adapté au cinéma par Miramax. Sur internet, « les gens bavent » - selon l'expression de Jay - d'ores et déjà sur eux et sur le film. Jay et Bob décident donc de se rendre à Hollywood, pour faire annuler le tournage et redorer leur blason ou à défaut, pour récupérer l'argent des droits d'auteur qu'on ne leur verse pas.

## Fiche technique
- Titre original : Jay and Silent Bob Strike Back
- Titre français : Jay et Bob contre-attaquent
- Réalisation et scénario : Kevin Smith
- Musique : James L. Venable
- Montage : Scott Mosier et Kevin Smith
- Photographie : Jamie Anderson
- Décors : Robert Holtzman
- Costumes : Isis Mussenden
- Production : Scott Mosier
  - Coproductrice : Laura Greenlee
  - Producteurs délégués : Jonathan Gordon, Bob Weinstein et Harvey Weinstein
- Sociétés de production : Dimension Films, View Askew Productions et Miramax
- Sociétés de distribution : Dimension Films / Buena Vista International (États-Unis), TFM Distribution (France)
- Budget : 22 000 000 $[1]
- Pays de production :  États-Unis
- Langue originale : anglais
- Genre : comédie
- Durée : 105 minutes
- Dates de sortie[2] : 
  - Canada : 22 août 2001
  - États-Unis : 24 août 2001
  - France : 6 novembre 2002

## Distribution
- Jason Mewes (VF : Vincent Barazzoni ; VQ : François Godin) : Jay
- Kevin Smith (VF : Thibault de Montalembert ; VQ : Manuel Tadros) : Silent Bob
- Ben Affleck (VF : Boris Rehlinger ; VQ : Pierre Auger) : Holden McNeil / lui-même
- Jeff Anderson (VF : Laurent Natrella) : Randal Graves
- Brian O'Halloran : Dante Hicks
- Jason Lee (VF : Rémi Bichet ; VQ : Daniel Picard) : Brodie Bruce / Banky Edwards
- Carrie Fisher : la nonne
- Matt Damon (VF : Damien Boisseau) : lui-même / Will Hunting
- Shannon Elizabeth (VF : Laura Blanc ; VQ : Christine Bellier) : Justice
- Eliza Dushku (VQ : Aline Pinsonneault) : Sissy
- Ali Larter (VF : Carole Franck ; VQ : Anne Bédard) : Chrissy
- Jennifer Schwalbach Smith : Missy
- Will Ferrell (VF : Paul Borne ; VQ : Benoît Rousseau) : Marshal Willenholly
- Judd Nelson (VF : Enrique Carballido) : le shérif d'Utah
- George Carlin (VF : Rémy Darcy) : l'auto-stoppeur
- Seann William Scott (VQ : François Sasseville) : Brent Seann
- Jon Stewart (VF : Jean-Louis Cassarino ; VQ : Alain Zouvi) : Reg Hartner
- Gus Van Sant (VF : Patrick Laplace) : lui-même
- Chris Rock (VF : Lucien Jean-Baptiste ; VQ : Gilbert Lachance) : Chaka Luther King, le réalisateur
- Jamie Kennedy (VF : Vincent de Boüard ; VQ : Martin Watier) : l'assistant de Chaka
- Wes Craven (VF : Rémy Darcy) : lui-même
- Shannen Doherty (VF : Marie-Laure Dougnac) : elle-même
- Mark Hamill (VF : Dominique Collignon-Maurin) : Casse-noisette (Cocknocker en VO) / la voix de Scooby-Doo
- Morris Day et The Time : eux-mêmes
- Jason Biggs (VF : Cédric Dumond ; VQ : Hugolin Chevrette-Landesque)[3] : lui-même (non crédité)
- James Van Der Beek (VF : Thierry Wermuth ; VQ : Antoine Durand) : lui-même
- Joey Lauren Adams : Alyssa Jones
- Ever Carradine (VF : Fily Keita) : la mère de Jay
- Tracy Morgan (VF : Xavier Thiam) : Pumpkin Escobar
- Diedrich Bader : le garde de sécurité
- Scott William Winters : Clark / lui-même
- Harley Quinn Smith : Silent Bob, bébé
- Scott Mosier : l'assistant sur le tournage de Will Hunting 2 / William Black

 Source et légende : version française (VF) sur RS Doublage et version québécoise (VQ) sur Doublage Qc.ca

## Production

### Genèse et développement
Kevin Smith est d'abord réticent à l'idée de faire un autre film avec Jay et Silent Bob. Cependant, l'accueil positif de leur caméo dans Scream 3 (2000) de Wes Craven le fait changer d'avis.

### Attribution des rôles
C'est Harley Quinn Smith, la fille du réalisateur, qui incarne Silent Bob étant bébé. Plus tard, elle apparaîtra brièvement dans Clerks 2. Par ailleurs, Jennifer Schwalbach Smith, qui incarne Missy, est la femme de Kevin Smith.
Ben Affleck et Matt Damon expliquent avoir joué dans ce film comme une faveur à Kevin Smith, qui avait quelques années auparavant donné leur script de Will Hunting au producteur Harvey Weinstein de Miramax. Comme Ben Affleck reprend ici son rôle de Holden McNeil (Méprise multiple), Kevin Smith voulait initialement d'autres acteurs pour la scène parodique de Will Hunting et avait envisagé Vince Vaughn et Jon Favreau ou encore Shawn Wayans et Marlon Wayans.
Le rôle de Justice est initialement proposé à Heather Graham. Celle-ci refuse car elle ne comprend pas comment le personnage peut tomber amoureuse de Jay. Selma Blair est envisagée, avant que Shannon Elizabeth soit finalement choisie.
David Duchovny avait contacté Kevin Smith pour avoir le rôle de l'ennemi de Bluntman et Chronic, Casse-noisette (Cocknocker en VO). Cependant, au moment du tournage, l'acteur est pris par celui de Évolution (2001). Il est donc remplacé par Mark Hamill. Carrie Fisher, également célèbre pour sa participation à la saga Star Wars, apparaît également dans le film. Mark Hamill et Carrie Fisher n'étaient pas apparus dans un même film depuis Le Retour du Jedi (1983). Chacun ignorait la participation de l'autre avant la fin du tournage.
Salma Hayek devait initialement reprendre son rôle de la muse Serendipity de Dogma. Elle devait apparaitre comme muse dans les bureaux du studio Miramax. Cependant, l'actrice était trop occupée. De plus, dans le script original, Quentin Tarantino devait apparaître comme réalisateur du film Bluntman and Chronic.
Judd Nelson qui interprète ici le rôle du Shérif a joué dans The Breakfast Club, l'un des films préférés de Kevin Smith. Seann William Scott et Ali Larter (Brent le chanteur ringard dans le van et Chrissy), s'étaient déjà retrouvés à jouer ensemble dans le film Destination finale tourné l'année précédente (2000). Seann William Scott avait également tourné avec Shannon Elizabeth et Jason Biggs dans American Pie.

### Tournage
La production et le tournage sont marqués par de nombreux problèmes liés aux addictions à la drogue et l'alcool de Jason Mewes. Kevin Smith racontera plus tard cela dans son podcast Jay and Silent Bob Get Old. L'acteur en viendra même aux mains avec le producteur Scott Mosier.

## Accueil
Le film a connu un modeste succès commercial, rapportant environ 33 788 000 $ au box-office mondial, dont 30 085 000 $ en Amérique du Nord, pour un budget de 22 000 000 $. En France, il a réalisé 9 817 entrées.
Il a reçu un accueil critique mitigé, recueillant 54 % de critiques positives, avec une note moyenne de 5,7/10 et sur la base de 151 critiques collectées, sur le site agrégateur de critiques Rotten Tomatoes. Sur Metacritic, il obtient un score de 51/100 sur la base de 31 critiques collectées.

## Clins d'œil et références